# Tempo cosmologico
Il tempo cosmologico è il tempo misurato da un osservatore solidale con il sistema di coordinate comoventi.
Benché la relatività generale consenta di scrivere le leggi della fisica in un qualunque sistema di coordinate, possono esservi sistemi di coordinate in cui gli sviluppi teorici risultano più semplici. Nel paradigma del Big Bang la scelta più naturale è quella delle coordinate comoventi, quelle cioè di un osservatore che "si lascia trasportare" dall'espansione dell'universo ed è perciò detto "osservatore comovente". Un osservatore comovente (e quindi una terna costante di coordinate comoventi) è caratterizzato dal fatto di percepire l'universo (e in particolare la radiazione cosmica di fondo) come isotropo.  La radiazione di fondo misurata da ogni altro osservatore, non in quiete rispetto alle coordinate comoventi, risulterà spostata verso il blu in alcune regioni del cielo e verso il rosso in altre, in relazione alla direzione e intensità della velocità dell'osservatore.
Il tempo misurato da un osservatore comovente è detto "tempo comovente" o "tempo cosmologico"; l'istante zero è ovviamente quello del Big Bang e il valore del tempo cosmologico coincide con l'età dell'universo.